# Idaea sanguinaria
Idaea sanguinaria là một loài bướm đêm trong họ Geometridae.